# Алоїс Гольдбахер
Алоїс Гольдбахер (нім. Alois Goldbacher; * 1837, Тіроль (Австрія) — 28 квітня 1924, Грац) — педагог, філолог, двічі обирався ректором університетів

## Біографія
Алоїс Гольдбахер народився в 1837 році у місті Тіроль (Австрія).
Закінчив гімназію в містечку Меран (1849-1857), а вищу освіту здобув в університеті міста Інсбрук (1857-1860).
Для того, щоб продовжити вивчати філологію, він подався до Віденського університету (1861-1862).
З 1862 року — помічник учителя гімназії міста Оломоуц. З березня 1865 по 1869 рік працює вчителем цієї гімназії.
В 1867 році здобуває ступінь доктора філософії.
З 1869 по 1875 рік — професор у Другій державній гімназії м. Грац (Австрія).
У 1871 році стає приватним доцентом класичної філології при університеті в Граці.
Виконуючи завдання Віденської академії наук у 1872 році, Алоїс Гольдбахер їде в Італію, де займається дослідженням діяльності римського Папи Августина.
В 1875 році запрошений на викладацьку роботу в тільки що відкритому університеті імені Франца Йосифа (Буковина на той час входила до складу Австрійської імперії) в Чернівцях. В 1876-1877 роках — декан філологічного факультету.цього університету.
В 1877 році здійснив поїздки до Кьольна, Парижа та відвідав Північну Францію у зв'язку з виданням зібраного ним листування Папи Августина.
В 1881-1882 роках стає ректором чернівецького університету імені Франца Йосифа.
В 1882 році запрошений в Грацький університет.
У 1883 році Алоїс Гольдбахер продовжує дослідницьку роботу та поповнює збірку матеріалів стосовно життя і діяльності Папи Августина — з цього приводу він відвідує Лондон, Оксфорд (1883) та Грецію (1888).
У 1891-1892 роках — ректор Грацького університету.

## Публікації
Більшість праць Алоїса Гольдбахера написано латинською мовою.

Найбільш відомі:
- Листування Папи Августина (1877)
- Латинська граматика для шкіл (1883—1900)